# Джон Форд (політик)
Джонатан (Джон) Форд (англ. Jon Ford, нар. 15 вересня 1972 року) — республіканський член сенату штату Індіана, який представляє округ 38. Вперше його обрали до сенату Індіани 2014 року, де він переміг тодішнього сенатора Тімоті Скіннера, що працював на цій посаді 12 років. До того, як балотуватися на посаду, Форд був президентом компанії All State Manufacturing. Заявленою метою під час виборів було «зосередитись на створенні репутації долини Вабаш як місця для навчання, роботи та життя». Форд був членом міської ради міста Хані Крік. Він також був президентом Художнього музею Своуп та Форуму лідерів в Індіані.

## Політична кар'єра

### 2015, законодавче засідання
Під час сесії Генеральної асамблеї штату Індіана 2015 року Форд був членом наступних комітетів: Служби у справах сім'ї та дітей, внутрішньої безпеки та транспорту, державної політики та справ ветеранів і військових.

### Округ Сенату Індіани 38
Район 38 складається з усього округу Віго та верхньої частини округу Клей. За даними перепису населення 2010 року, в межах 38-го сенатового округу Індіани проживало 128.449 людей.